# Kościół Niepokalanego Poczęcia Najświętszej Maryi Panny w Skotnikach

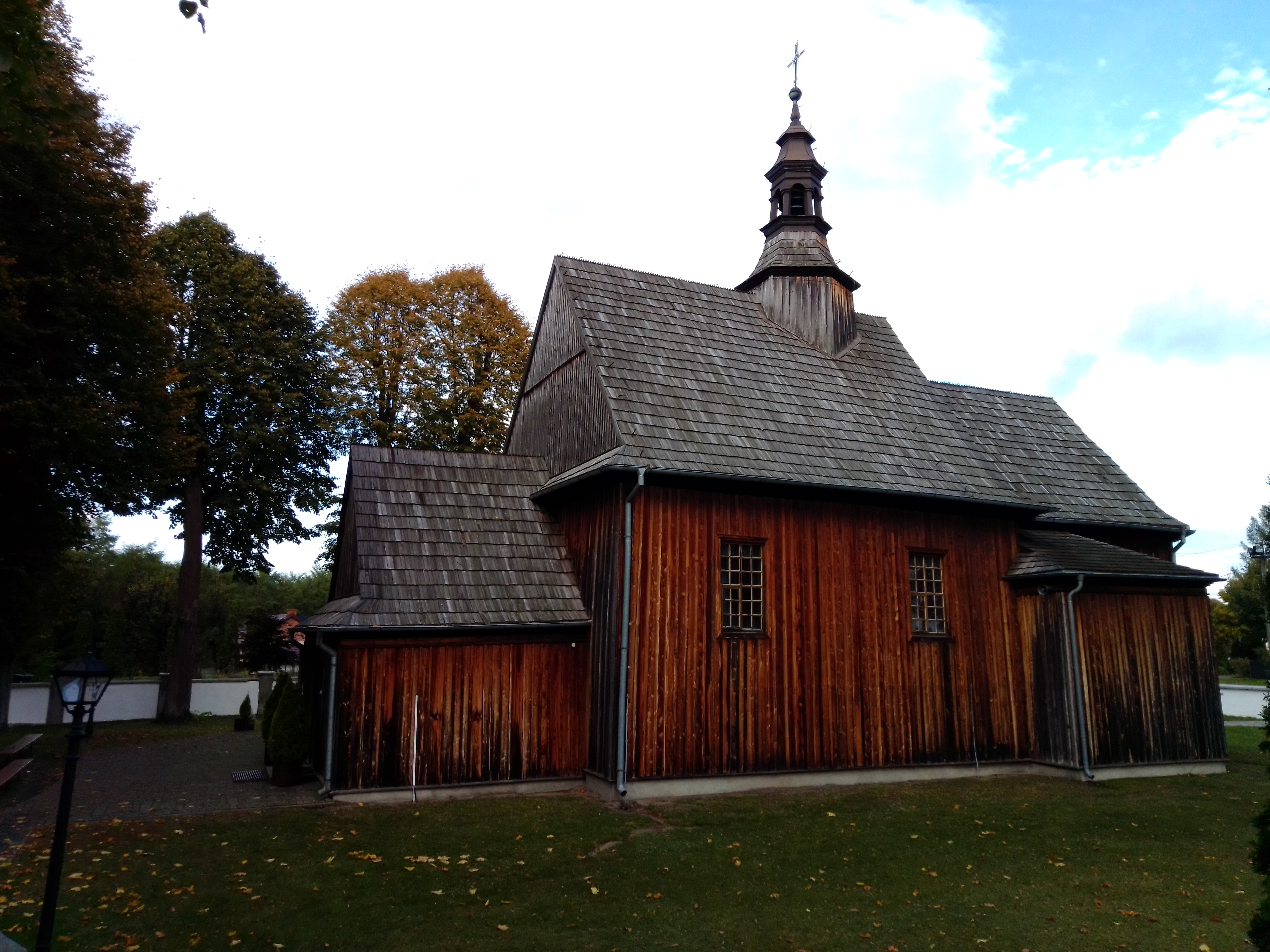
Kościół w Skotnikach

Kościół Niepokalanego Poczęcia Najświętszej Maryi Panny w Skotnikach – drewniany rzymskokatolicki kościół parafialny, należący do dekanatu przedborskiego diecezji radomskiej.
Świątynia została wybudowana w 1528, przebudowana w XVIII wieku, a odrestaurowana w 1997.
Jest to budowla drewniana, jednonawowa, posiadająca konstrukcję zrębową. Kościół jest orientowany i reprezentuje styl późnogotycki. Składa się z mniejszego prezbiterium od nawy, zamkniętego trójbocznie. Z boku są umieszczone: zakrystia i kaplica. Od frontu nawy znajduje się kruchta. Dach świątyni pokryty jest gontem i jest ozdobiony wieżyczką na sygnaturkę. Jest ona zwieńczona hełmem z latarnią. Wnętrze nakryte jest płaskim stropem z fasetą i pozornym sklepieniem kolebkowym z zaskrzynieniami opartym na słupach. Belka tęczowa jest ozdobnie wygięta. Ołtarz główny oraz dwa boczne reprezentują styl rokokowo – klasycystyczny i zostały wykonane w końcu XVIII wieku. W kaplicy znajduje się ołtarz zbudowany pod koniec XVIII wieku. Ambona reprezentuje styl rokoko i pochodzi z końca XVIII wieku. Chrzcielnica została wykonana z piaskowca pod koniec XVI wieku. Kropielnica została wykonana z piaskowca i posiada datę „1626”..